# Скочков Олександр Ігорович
Олександр Ігорович Скочков (5 квітня 2000 — 25 жовтня 2020 м. Чугуїв, Україна) — солдат Збройних сил України. Син Ігоря Скочкова.
Народився 5 квітня 2000 року в м.Мелітополь Запоріжської області. В родині військових.
Батько Ігор Скочков був кадровим офіцером служив в 25 транспортної бригади льотчиком-штурманом авіаційної ескадрельї ІЛ-76.
Коли Олександру було 14 років загинув його батько над Луганськом збитому літаку ІЛ-76 збитими терористами.
Служив штурманом авіаційної ескадрильї 25-ї гвардійської військово-транспортної авіаційної бригади Збройних сил України.
```
Навчався в Харківському національному університеті повітряних сил України імені Івана Кожедуба. 
```

Навчався на 3-му курсі проте нажаль не встиг стати льотчиком.
Загинув 25 вересня 2020 року в авіакатастрофі Ан-26 поблизу міста Чугуїв.
Похований 7 жовтня 2020 року на новому кладовищі в Мелітополі поруч із батьком та екіпажем літаком ІЛ-76.
У нього залишилися мати, молодша сестра, бабуся та дідусь.

## Нагороди та відзнаки
- медаль «За військову службу Україні» (посмертно, 6 жовтня 2020) — за самовіддане служіння Українському народові, зразкове виконання військового обов'язку[3]